# Zoltán Fábri
Zoltán Fábri (Budapeste, 15 de outubro de 1917 — Budapeste, 23 de agosto de 1994) foi um cineasta e roteirista húngaro.